# NGC 2501
NGC 2501 ist eine linsenförmige Galaxie vom Hubble-Typ S0 im Sternbild Achterdeck des Schiffs am Südsternhimmel. Sie ist schätzungsweise 88 Millionen Lichtjahre von der Milchstraße entfernt.
Das Objekt wurde am 14. Februar 1836 von John Herschel entdeckt.